# Галка (рід)
Галка (Coloeus) — рід горобцеподібних птахів родини воронових (Corvidae). Він включає два види птахів, які тісно пов'язані з круками (Corvus), але загалом менші за них. У них тім'я, крила та хвіст чорнуваті, решта оперення блідіше. Слово Coloeus новолатинське, від давньогрецького для галок: κολοιός.

## Таксономія
Хоча деякі автори вважають Coloeus підродом Corvus, інші класифікували Coloeus як окремий рід родини Corvidae.

## Види
Звичайна галка (Coloeus monedula) гніздиться на Британських островах і в Західній Європі, Скандинавії, Північній Азії та Північній Африці. Даурська галка (Coloeus dauuricus) зустрічається від Китаю та Східного Сибіру до Японії. Даурська галка менша за звичайну, у цих птахів бліді ділянки оперення майже білі, тоді як у звичайних галок ці ділянки блідо-сірі. Райдужки у звичайної галки бліді, а у даурської — темні. В іншому ці два види дуже схожі за формою, вокалізацією та поведінкою. Є аргумент на користь об'єднання членів підроду в один вид, але вони не схрещуються там, де їх ареали зустрічаються в Монголії.